# Погорелка (Юровское муниципальное образование)
Погорелка — деревня в Грязовецком районе Вологодской области.
Входит в состав Юровского муниципального образования, с точки зрения административно-территориального деления — в Юровский сельсовет.
Расстояние по автодороге до районного центра Грязовца — 29 км, до центра муниципального образования Юрово — 9 км. Ближайшие населённые пункты — Захарово, Покровское, Новоселка.
По переписи 2002 года население — 5 человек.